# لیوای انکنی
لیوای انکنی (به انگلیسی: Levi Ankeny) سناتور سابق عضو حزب جمهوری‌خواه ایالات متحده آمریکا بود. وی در سال ۱۹۰۳ تا ۱۹۰۹ میلادی سناتور ایالت واشینگتن در سنای ایالات متحده آمریکا بود.